# Kozakiszki
Kozakiszki (lit. Kazokiškės) – wieś w środkowo-południowej Litwie, w okręgu wileńskim, w rejonie elektreńskim, ok. 7 km na północ od Jewia, siedziba gminy Kozakiszki. W 2001 roku liczyła 327 mieszkańców.
We wsi znajduje się zabytkowy kościół pw. Najświętszej Maryi Panny Zwycięskiej (zbudowany w 1790 roku). We wsi działają także poczta, biblioteka i szkoła podstawowa. 
Wieś została założona w 1609 roku, a jej fundatorem był Stanisław Beynart. W latach 1782-1790 wzniesiono tu barokowo-klasycystyczny kościół zaprojektowany przez Augustyna Kossakowskiego z bogato zdobioną fasadą i attykowym szczytem udekorowanym artysytycznie kutym krzyżem. Wewnątrz znajdują się klasycystyczne organy, sześć klasycystycznych ołtarzy oraz kilka cennych obrazów. 
W latach 1950-1992 we wsi działał kołchoz. W 2005 roku zatwierdzono herb Kozakiszek.